# Rúben Marques
Rúben Miguel Carvalho Marques (sinh ngày 17 tháng 10 năm 1994 ở Camarate - Loures) là một cầu thủ bóng đá người Bồ Đào Nha thi đấu cho Real S.C., ở vị trí tiền vệ.

## Sự nghiệp bóng đá
Vào ngày 29 tháng 7 năm 2017, Marques có màn ra mắt cho Real trong trận đấu tại Cúp Liên đoàn bóng đá Bồ Đào Nha 2017–18 trước Belenenses.